# Missions Joseon en Chine impériale
Les missions Joseon en Chine impériale sont des initiatives diplomatiques et commerciales de la dynastie Joseon envoyées entre 1392-1894. Elles représentent un important aspect des relations internationales de contact et communication entre la Corée et la Chine. 

## Diplomatie Joseon
Une série d'entreprises diplomatiques illustrent la persistance de la diplomatie sadae de Joseon (au service du grand)  dans les relations avec la Chine 
Cette politique stratégique au long terme contraste avec la diplomatie gyorin (relations de voisinage) avec les Jurchens, le Japon, le royaume de Ryūkyū, le Siam et Java. Le concept néoconfucéen du gyorin est appliqué à une politique étrangère multi-nationale. Le caractère unique de ces échanges diplomatiques bilatéraux évolue à partir d'un cadre conceptuel élaboré par les Chinois. Peu à peu, les modèles théoriques sont modifiés, reflétant l'évolution d'une relation unique.

## Envoyés à la cour des Ming
Bien que la dynastie Joseon considère 1392 comme la date de fondation du royaume de Joseon, la Chine impériale ne reconnaît pas immédiatement le nouveau gouvernement de la péninsule Coréenne. En 1401, la cour Ming reconnaît  Joseon en tant qu'État tributaire dans le cadre de sa vision sinocentrique des relations étrangères. En 1403, l'empereur Yung-lo transmet un brevet et un sceau en or à Taejong, confirmant ainsi son statut et celui de sa dynastie
Malgré l'étiquette d'« État tributaire », la Chine ne s'ingère pas dans les affaires intérieures et la diplomatie de la dynastie Joseon.  Entre 1392 et 1450, la cour de Joseon envoie 351 missions en Chine.
| Année | Souverain | Chef des envoyés Joseon | Empereur de Chine | Commentaires |
| ----- | --------- | ----------------------- | ----------------- | --- |
| 1592  | Seonjo    | Yi Deok-hyeong          | Wanli             | Une mission Joseon est envoyée à la Chine des Ming pour demander un soutien militaire                                 |
| 1597  | Seonjo    | Yi Su-gwang             | Wanli             | La rencontre de Yi avec Matteo Ricci donne une impulsion à la création de la première encyclopédie de langue coréenne |

- 1592 - Face à l'invasion japonaise, Joseon cherche à obtenir de l'aide de la Chine[6].

- 1597 - Yi Su-gwang est le chef de la mission de la cour Joseon[7].

## Envoyés à la cour des Qing
À cette période, les marchands Joseon de Gaeseong et Hanyang rivalisent pour les profits et ils accompagnent même les missions d'émissaire vers la Chine dans leur recherche de nouvelles opportunités pour des gains financiers.
| Année | Souverain | Chef des envoyés Joseon | Empereur de Chine | Commentaires                                                                               |
| ----- | --------- | ----------------------- | ----------------- | ------------------------------------------------------------------------------------------ |
| 1795  | Jeongjo   | -                       | Qianlong          | Offre ses félicitations; célébrations du 60e anniversaire du règne de l'empereur Qianlong. |
| 1872  | Kojong    | Park Gyu-su.            | Tongzhi           | .                                                                                          |

- 1795 - Le premier et unique Américain reçu à la cour de l'empereur Qianlong prend note spéciale de la réception des ambassadeurs de Joseon qui sont reçus immédiatement avant l'ambassade néerlandaise dans laquelle figure Andreas Everardus van Braam Houckgeest (en)[9].

- 1872 - Park Gyu-su est le chef des envoyés Joseon à la cour de l'empereur Tongzhi à qui il présente ses félicitations[10].